# Dīvāngāh
Dīvāngāh (persiska: دیوانگاه) är en ort i Iran.   Den ligger i provinsen Khorasan, i den nordöstra delen av landet, 600 km öster om huvudstaden Teheran. Dīvāngāh ligger 1 429 meter över havet och antalet invånare är 226.
Terrängen runt Dīvāngāh är kuperad åt nordost, men åt sydväst är den platt.Runt Dīvāngāh är det ganska tätbefolkat, med 56 invånare per kvadratkilometer. Närmaste större samhälle är Qanbar Bāghī, 15,7 km väster om Dīvāngāh. Omgivningarna runt Dīvāngāh är i huvudsak ett öppet busklandskap.